# 蒙斯站
蒙斯站（法語：Gare de Mons）是比利时埃诺省省会蒙斯的主要鐵路車站。该站于1841年启用，此后历经两次重建。上一座车站建筑于1952年建成，后于2013年拆除，被西班牙建筑师聖地牙哥·卡拉特拉瓦设计的新车站取代。新车站仍在建设中，目前旅客必须使用临时车站。

## 列车服务
该站提供以下列车服务：
- 城际列车 (IC-06A) 蒙斯 - 布鲁塞尔 - 布鲁塞尔机场
- 城际列车 (IC-14) 基耶夫兰 - 蒙斯 - 布赖讷勒孔特 - 布鲁塞尔 - 鲁汶 - 列日（周一至周五）
- 城际列车 (IC-19) 里尔 - 图尔奈 - 圣吉兰 - 蒙斯 - 沙勒罗瓦 - 那慕尔
- 城际列车 (IC-25) 蒙斯 - 沙勒罗瓦 - 那慕尔 - 于伊 - 列日（周一至周五）
- 城际列车 (IC-25) 穆斯克龙 - 图尔奈 - 圣吉兰 - 蒙斯 - 沙勒罗瓦 - 那慕尔 - 于伊 - 列日 - 列尔斯（周末）
- 地方列车 (L-18) 基耶夫兰 - 圣吉兰 - 蒙斯（周末）
- 地方列车 (L-26) 凯维 - 蒙斯 - 拉卢维耶尔（周一至周五）
- 地方列车 (L-26) 蒙斯 - 拉卢维耶尔（周末）
- 地方列车 (L-29) 图尔奈 - 圣吉兰 - 蒙斯 - 阿特 - 赫拉尔兹贝亨（周一至周五）
- 地方列车 (L-29) 蒙斯 - 阿特 - 赫拉尔兹贝亨（周末）
- 地方列车 (K81) 蒙斯 - 欧努瓦-艾姆里（2022年12月结束）